# Bloque Electoral de Comunistas y Socialistas
El Bloque Electoral de Comunistas y Socialistas (en rumano: Blocul electoral al Comuniștilor și Socialiștilor, BECS; en ruso: Избирательный блок коммунистов и социалистов, ИБКС), también conocido como Bloque de Comunistas y Socialistas (en rumano: Blocul Comuniștilor și Socialiștilor: en ruso: Блок коммунистов и социалистов), es una alianza política de Moldavia formado en mayo de 2021. Sus miembros son el Partido de los Comunistas de la República de Moldavia (PCRM) y el Partido de los Socialistas de la República de Moldavia (PSRM).

## Historia
Los representantes del PSRM lanzaron conversaciones sobre la formación de una coalición preelectoral en abril de 2021 y, a principios de mayo, Igor Dodon envió una propuesta al presidente del PCRM, Vladimir Voronin, para formar una coalición electoral. El Comité Central del PCRM aprobó por mayoría la formación de una coalición electoral el 11 de mayo, y un día después, el PSRM anunció que está dispuesto a firmar el protocolo para la formación de la coalición. La Comisión Electoral Central aceptó la solicitud para formar el «Bloque Electoral de Comunistas y Socialistas» el 13 de mayo de 2021, y Voronin fue elegido como jefe de la coalición.
El 11 de julio de 2021 se llevó a cabo una elección anticipada en la que el BECS participó bajo una lista de votación común encabezada por Vladimir Voronin, expresidente de Moldavia. La alianza obtuvo el 27,2 % de los votos y 32 escaños.

## Ideología
El BECS, al igual que sus partidos miembros, ha adoptado posiciones políticas sincréticas, combinando políticas de izquierda sobre cuestiones fiscales y políticas de derecha sobre cuestiones sociales. Ambos partidos son socialistas y agraristas,  y son tradicionalistas en cuestiones sociales, incluido el apoyo a la identidad moldava. En asuntos exteriores, son euroescépticos y anti-OTAN y apoyan lazos más estrechos con Rusia, y se oponen a la reunificación de Rumania y Moldavia y a la inmigración.